# Списък на реките в Русия (водосборни басейни на безотточните области)
В списъка са описани всички реки над 100 km във вътрешните, безотточни басейни на Русия. Към вътрешните безотточни басейни на Русия попадат водосборните басейни на: Каспийско море, междуречието Волга – Урал, областта в басейна на река Об и басейна на езерото Убсу Нур.
Списъкът е съставен на следния принцип: море – река – приток от първи порядък – приток от втори порядък и т.н. Пред всеки от притоците от втори порядък нататък е поставен километърът, на който се влива в главната река, като километрите са отчетени от устието към извора на реката с по-висок порядък в съответствие с „Държавния воден регистър на Русия“. Притоците са подредени от извора към устието на реката от по-голям порядък. Изключения правят тези реки, които не се вливат директно в реката от по-горен порядък, а в някой неин проток, ръкав или близко езеро. Със съответната стрелка са показани кой приток от коя страна на реката се влива: → ляв приток, ← десен приток, считано по посоката на течението на реката с по-голям порядък. След името на съответната река са показани нейната дължина (в km) и площта на водосборния ѝ басейн (в km2). Ако част от реката или част от водосборния ѝ басейн се намира извън пределите на Русия, има звездичка (*) или число, показващо километрите само на територията на Русия.

## Разпределение по басейни
| Водосборен басейн                        | Над 1000 km | От 500 до 999 km | От 200 до 499 km | От 100 до 199 km | Общо |
| ---------------------------------------- | ----------- | ---------------- | ---------------- | ---------------- | ---- |
| Каспийско море                           | 6           | 17               | 86               | 238              | 347  |
| междуречие Волга – Урал                  | –           | 2                | –                | –                | 2    |
| безотточната област в басейна на река Об | –           | 1                | 5                | –                | 6    |
| басейн на езерото Убсу Нур               | –           | 1                | –                | –                | 1    |
| Безотточни области (общо)                | 6           | 21               | 91               | 238              | 356  |

### Каспийско море
- Урал 2458* / 213 000*

- 2172 ← Малък Кизил 113 / 1540
- 2116 → Гумбейка 202 / 4490
- 2104 → Зингейка 102 / 1650
- 2014 ← Голям Кизил 172 / 1870
- 1959 → Голяма Караганка 111 / 3470
- 1828 → Суундук 174 / 6430
- 1827 ← Таналик 225 / 4160
- 1733 → Голям Кумак 212 / 7900*

- 140 ← Жарли 110* / 3230*

- 1715 → Ор 332* / 18 600*
- 1633 ← Губерля 111 / 2410
- 1480 → Уртабуртя (Буртя) 115 / 2180
- 1286 ← Сакмара 798 / 30 200

- 584 ← Зилаир 100 / 897
- 472 ← Урман Зилаир 158 / 1210
- 253 ← Касмарка 123 / 1430
- 220 ← Голям Ик 341 / 7670

- 220 ← Малък Ик 118 / —
- 58 → Голям Сурен 131 / —

- 59 ← Салмиш 193 / 7340

- 1085 → Илек 623* / 41 300*

- 184 → Хобда 225* / 14 700*

- 35 ← Малка Хобда 116 / 1240

- 1002 ← Кош 47 / —

- 13 ← Кинделя 145 / —

- 981 ← Иртек 134 / 2630
- 739 ← Шаган (Чаган) 264* / 7530*

- Волга 3531 / 1 360 000

- 3322 ← Тудовка 103 / 1140
- 3242 ← Вазуза 162 / 7120

- 62 ← Касня 107 / 1480
- 45 ← Гжат 113 / 2370
- 11 → Осуга 100 / 1290

- 3102 → Тма 142 / 1850
- 3084 → Тверца 188 / 6510

- 123 ← Осуга 167 / 2470

- ← Шоша 163 / 3080 (влива се в Ивановското водохранилище)

- ← Лама 139 / 2330

- 2962 ← Дубна 167 / 5350

- 11 → Сестра 138 / 2680

- 2917 → Медведица 259 / 5570
- 2908 ← Нерл 112 / 3270
- 2889 → Кашинка 128 / —
- → Молога 456 / 29 700 (влива се в Рибинското водохранилище)

- 335 ← Осен 9 / 3210

- 9 → Могоча 106 / 1880

- 283 → Волчина 106 / 3050

- 14 ← Тихвинка (Тифина) 128 / 1180

- 104 → Кобожа 184 / 2660
- 58 → Чагодоща 242 / 9680

- 140 → Лид 146 / 1570
- 131 ← Пес 145 / 2730

- ← Сит 159 / 1900 (влива се в Рибинското водохранилище)

- → Шексна 139 / 19 000 (влива се в Рибинското водохранилище)

- Кема 150 / 4480 (влива се в Бяло езеро)
- ← Суда 184 / 13 500 (влива се в Рибинското водохранилище)

- 57 ← Колп 254 / 3730
- 11 → Андога 142 / 3760

- → Согожа 129 / 2900 (влива се в Рибинското водохранилище)
- → Ухра 135 / 1590 (влива се в Рибинското водохранилище)

- 2623 ← Которосл 132 / 6370

- 126 → Усте 153 / 2530

- 2584 ← Солоница 138 / 1470
- → Кострома 354 / 16 000 (влива се в Горкиевското водохранилище)

- 274 → Вьокса 63 / 1360

- 63 ← Ноля 84 / —

- 10 ← Шача 101 / —

- 102 → Тьобза 140 / 1160
- 74 → Шача 113 / 865
- 63 ← Обнора 132 / 2440
- 45 → Андоба 122 / 914
- → Меза 125 / 901 (влива се в Горкиевското водохранилище)
- ← Сот 144 / 1460 (влива се в Горкиевското водохранилище)

- 2428 → Мера 152 / 2380
- 2374 → Ньомда 146 / 4750

- 65 → Шуя 170 / 1700

- 2372 → Унжа 426 / 28 900

- 426 ← Кема 105 / 1030
- 342 ← Вига 175 / 3360

- 35 → Ида 110 / 1040

- 160 → Мьожа 186 / 2630
- 33 ← Нея 253 / 6060

- 83 → Нелша 114 / 1980

- 23 → Белий Лух 119 / 1490

- 2266 → Узола 147 / 1920
- 2242 → Линда 122 / 1630

- 2231 ← Ока 1500 / 245 000

- 1303 ← Зуша 234 / 6950

- 116 → Неруч 111 / 1540
- 53 ← Черн 100 / 1190

- 1281 → Нугр 100 / 1540
- 1203 ← Упа 345 / 9510
- 1164 → Жиздра 223 / 9170

- 134 ← Ресета 123 / 2270
- 92 ← Витебет 133 / 1760
- 35 → Серена 108 / 1130

- 1122 → Угра 399 / 15 700

- 154 → Воря 153 / 1530
- 121 ← Реса 119 / 2520
- 36 → Шаня 131 / 2200

- 990 → Протва 282 / 4620

- 82 ← Лужа 159 / 1400

- 979 → Нара 158 / 2030
- 948 → Лопасня 108 / 1090
- 870 ← Осьотър 228 / 3480

- 855 → Москва 502 / 17 600

- 342 → Руза 145 / 1990
- 247 → Истра 113 / 2050
- 120 ← Пахра 135 / 2580

- 829 → Цна 100 / 1230
- 722 ← Вожа 103 / 1590
- 615 ← Проня 336 / 10 200

- 54 ← Ранова 166 / 5550

- 68 ← Хупта 101 / 1470

- 556 ← Пара 192 / 3590
- 535 ← Тирница 105 / 1270
- 479 → Пра 167 / 5520
- 426 → Гус 147 / 3910

- ← Пет 110 / 1070

- 350 ← Мокша 656 / 51 000

- 540 → Атмис 114 / 2430
- 437 ← Иса 149 / 2350
- 338 ← Сивин 124 / 1830
- 105 → Вад 222 / 6500

- 55 ← Парца 117 / 2700

- 51 → Цна 451 / 21 500

- 246 → Челновая 121 / 1790
- 187 ← Кашма 111 / 2440

- 35 → Голям Ломовис 106 / 1160

- 67 ← Виша 179 / 4570

- 322 → Унжа 122 / 1320
- 204 ← Тьоша 311 / 7800

- 44 ← Серьожа 196 / 2730

- 191 → Ушна 160 / 3060

- 87 → Клязма 686 / 42 500

- 551 → Воря 108 / 1220
- 459 → Киржач 133 / 1770
- 396 → Пекша 127 / 1010
- 326 → Колокша 146 / 1430
- 269 → Нерл 284 / 6780
- 244 ← Судогда 116 / 1900
- 173 → Увод 185 / 3770
- 135 → Теза 192 / 3450
- 68 → Лух 240 / 4450
- 14 ← Суворощ 126 / 1390

- 2182 ← Кудма 144 / 2200
- 2142 → Керженец 290 / 6140

- 2064 ← Сура 841 / 67 500

- 724 → Кадада 150 / 3620
- 647 → Уза 188 / 5440
- 486 ← Инза 123 / 3230
- 320 ← Бариш 247 / 5800
- 282 ← Бездна 106 / 1320
- 277 → Алатир 296 / 11 200

- 136 ← Инсар 168 / 3860

- 221 ← Киря 106 / 810
- 116 → Пяна 436 / 8060
- 72 → Урга 184 / 2560

- 2029 → Ветлуга 889 / 39 400

- 682 ← Вохма 219 / 5560

- 81 ← Воч 119 / 1030

- 434 → Нея 115 / 1370
- 403 → Голяма Какша 138 / 2250
- 169 → Уста 253 / 6030

- 132 ← Вая 106 / 1330

- 80 ← Люнда 121 / 1700

- 2016 → Рутка 153 / 1950
- 1939 ← Цивил 170 / 4690

- 55 ← Мали Цивил 129 / 1450

- 1925 → Болшая Кокшага 294 / 6330

- 80 ← Болшой Кундиш 173 / 1710

- 1920 → Малая Кокшага 194 / 5160

- 44 → Мали Кундиш 107 / —

- 1875 → Илет 204 / 6450

- 58 ← Юшут 108 / 1200

- 1852 ← Свияга 375 / 16 700

- 80 → Була 118 / 1580
- 20 → Кубня 176 / 2480

- 1826 → Казанка 142 / 2600

- 1804 → Кама 1805 / 507 000

- 1473 → Лупя 135 / 907
- 1261 → Пориш 131 / 2210
- 1193 → Весляна 266 / 7490

- 115 ← Чьорная (Голяма Сол) 149 / 1800

- 1181 → Лупя 128 / 1380
- 1109 ← Коса 267 / 10 300

- 36 → Лолог 137 / 2940

- 1060 → Южна Келтма 172 / 5270

- 93 → Лопя 139 / 1040
- 15 ← Тимшор 235 / 2650

- 1056 → Пилва 214 / 2020
- 996 ← Уролка 140 / 2010
- 958 → Вишера 415 / 31 200

- 73 → Язва 162 / 5900

- 115 → Молмис 100 / 1090
- 38 → Глуха Вилва 234 / 1740

- 34 ← Колва 460 / 13 500

- 175 → Берьозовая 208 / 3610

- 879 → Яйва 304 / 6250

- 136 → Вилва 107 / 1180

- ← Полуденний Кондас 102 / —
- 810 ← Инва 257 / 5920

- 103 → Велва 199 / 1390

- 807 → Косва 283 / 6300
- 792 ← Чермоз 121 / 748
- 780 ← Обва 247 / 6720

- 20 → Нердва 115 / 1060

- 693 → Чусовая 592 / 42 700

- 229 ← Межевая Утка 121 / 1330
- 179 ← Серебрянная 147 / 1240
- 66 ← Койва 180 / 2300
- 32 ← Усва 266 / 3170

- → Вилва 170 / 3020

- 28 → Вижай 125 / 1080

- 25 ← Лисва 112 / 1010
- 4 ← Вилва 170 / 3020
- → Силва 493 / 19 700 (влива се в Камското водохранилище)

- 290 → Вогулка 113 / 983
- 83 ← Барда 209 / 1970
- 26 ← Шаква 167 / 1580
- 26 → Ирен 214 / 6110
- 21 → Бабка 162 / 2090

- 493 → Тулва 118 / 3530
- 329 ← Сива 206 / 4870
- 240 → Буй 228 / 6530

- 20 ← Пиз 151 / 2210

- 177 → Белая 1430 / 142 000

- 1098 → Узян 116 / 1590
- 837 ← Нугуш 235 / 3820
- 743 → Ашкадар 165 / 3780
- 700 → Куганак 102 / 1480
- 585 ← Зилим 215 / 3280
- 561 ← Сим 239 / 11 700

- 72 → Лемеза 119 / 1800
- 6 → Инзер 307 / 5380

- 504 → Уршак 193 / 2230
- 487 ← Уфа 918 / 53 100

- 649 ← Серга 113 / 2170
- 514 ← Бисерт 193 / 3400
- 382 → Ай 549 / 15 000

- 138 ← Голям Ик 108 / 1460
- 92 ← Ик 102 / —

- 295 ← Тюй 193 / 2320

- 1 → Сарс 135 / 1370

- 252 → Юрюзан 404 / 7240

- 239 → Катав 111 / 1100

- 74 ← Уса 126 / 964

- 475 → Дьома 535 / 12 800
- 387 → Кармасан 128 / 1780
- 382 → Чермасан 186 / 3970
- 262 ← Бир 128 / 2200
- 115 ← Танип (Бързи Танип) 345 / 7560
- 110 → База 123 / 1590
- 83 → Сюн 209 / 4500

- 124 ← Иж 259 / 8510

- 47 → Карикмас 108 / 2100

- 118 → Ик 571 / 18 000

- 342 ← Усен 147 / 2460
- 81 → Мензеля 159 / 2120

- ← Тойма 121 / 1450
- 3 → Зай 219 / 5020

- 0 ← Вятка 1314 / 129 000

- 921 ← Кобра 324 / 7810

- 51 ← Фьодоровка 139 / 2380

- 804 ← Летка 260 / 3680
- 762 → Белая Холуница 168 / 2800
- 738 → Чепца 501 / 20 400

- 399 → Лоза 127 / 3030

- 20 ← Ита 108 / 1160

- 278 → Убит 100 / 683
- 226 → Лекма 127 / 1580
- 188 → Святица 141 / 1270
- 134 → Коса 141 / 2130

- 642 ← Великая 163 / 4010
- 626 → Бистрица 166 / 3740

- 76 → Ивкина 104 / 1120

- 544 ← Молома 419 / 12 700

- 274 → Кузюг 132 / 1080

- 400 ← Пижма 305 / 14 660

- 91 ← Яран 151 / 2220
- 9 ← Немда 162 / 3780

- 300 → Воя 174 / 2910
- 262 ← Уржумка 109 / 1780
- 222 → Килмез 270 / 17 200

- 188 ← Ут 107 / 1190
- 89 ← Лумпун 158 / 1550
- 77 → Вала 196 / 7360

- 78 ← Ува 112 / 1230

- 71 ← Любан 169 / 2810

- 158 ← Шошма 105 / 1880

- → Шешма 259 / 6040 (влива се в Куйбишевското водохранилище)
- ← Мьоша 204 / 4180 (влива се в Куйбишевското водохранилище)

- 1551 → Болшой Черемшан 336 / 11 500

- 131 ← Голяма Сулча 120 / 1820
- 45 ← Малък Черемшан 192 / 3190

- 1429 → Сок 363 / 11 700

- 33 ← Кондурча 294 / 3950

- 1398 → Самара 594 / 46 500

- 405 ← Голям Уран 155 / 2200
- 373 ← Малък Уран 197 / 2330
- 276 ← Ток 306 / 5930
- 269 → Бузулук 248 / 4460
- ← Боровка 167 / 2140
- 107 → Съезжая 107 / 1640
- 44 ← Болшой Кинел 422 / 14 900

- 132 → Малък Кинел 201 / 2690
- 68 → Кутулук 144 / 1340

- 1362 → Чапаевка 298 / 4810
- 1269 ← Сизранка 168 / 5650
- 1209 → Чагра 251 / 3440
- 1150 → Малък Иргиз 235 / 3900

- 1096 → Голям Иргиз 675 / 24 000

- 406 → Камелик 222 / 9070

- 69 → Голяма Чаликла 155 / 3330

- 128 → Голям Кушум 107 / —

- 1035 → Голям Караман 198 / 4260
- 1023 ← Терешка 273 / 9710
- 802 → Еруслан 278 / 5570
- → Торгун 145 / 2550 (влива се във Волгоградското водохранилище)

- Източен Манич 141 / 12 500

- ← Калаус 436 / 9700

- Кума 802 / 33 500

- 664 → Суркул 119 / 1440
- 564 ← Подкумок 160 / 2220
- 508 ← Золка 105 / 945
- 474 → Мокрий Карамик 142 / 1960
- → Томузловка 122 / 3390
- 301 → Мокрая Буйвола 151 / 2490

- Терек 623* / 43 200*

- 487 → Ардон 102 / 2700
- 453 → Урух 104 / 1280
- 409 → Малка 210 / 10 000

- 26 ← Баксан 169 / 6800

- 33 ← Чегем 1-ви 103 / 931

- 177 ← Сунжа 278 / 12 200

- 137 ← Аса 133 / 2060
- 39 ← Аргун 148 / 3390

- Сулак 169 / 15 200

- 169 ← Аварско Койсу 178 / 7660
- 169 → Андийско Койсу 192 / 4810

- Акташ 156 / 3390

- 37 → Аксай 144 / 1390

- Улучай 111 / 1440
- Самур 213* / 7330*

### МеждуречиеВолга–Урал
- Голям Узен 650* / 15 600* (влива се в Камъш-Самарските езера)
- Малък Узен 628* / 18 250* (влива се в Камъш-Самарските езера)

### Безотточна област в басейна на рекаОб
- Кулунда 412 / 12 400 (влива се в езерото Кулунда)
- Бурла 489 / 12 800 (влива се в езерото Голям Ашбулат)
- Карасук 531 / 11 300 (влива се в езерото Студеное)
- Баган 364 / 10 700 (пресъхва)
- Чулим 392 / 17 900 (влива се в езерото Малки Чани)

- ← Каргат 387 / 7200

### Басейн на езеротоУбсу-Нур
- Тес-Хем 757* / 30 900*

### Басейн на езеротоБарун-Торей
(безотточна област в басейна на река Амур)
- Улдза 425* / 26 900*